# Dieta europea
La dieta europea o espanyola seria la dieta pròpia d'Europa, a grans trets i front a dietes com l'asiàtica o la d'Amèrica. Europa és un continent al qual hi abonden els petits països de cultures antigues diferents, cada un dels quals té almenys una gastronomia pròpia, sinó la d'altres regions culturals que el componen. Algunes d'aquestes, a més, estan relacionades amb altres asiàtiques (per exemple Turquia, per la seva geografia i relacions comercials, pel substrat otomà i la seva relació amb Mongòlia, etc.), africana (per exemple, els països de l'arc mediterrani amb els nord-africans), americana (intercanvi de productes, exportació d'alguns elements d'algunes dietes europees a Amèrica, per immigració i colonització, i a la inversa, al segle xx, per la globalització del mercat econòmic, etc.).
Tradicionalment se sol dividir la dieta europea en grans subgrups, que fan sobretot referència a grans regions geogràfiques: la dieta mediterrània és la dels països del sud, amb un gran contacte cultural amb la Mar Mediterrània (se sol incloure Portugal); la dieta atlàntica és la dels països banyats per l'oceà atlàntic, de cultura germànica, saxona, viquinga; la dieta continental és la dels pobles de l'Europa central i occidental que no estan banys pel mar; també se solen considerar grans zones les del mar del Nord, l'eslava, la balcànica (tot i que és una sub-zona de la mediterrània), etc.
Aquestes grans zones tenen en general una geografia i un clima que propicia un tipus d'agricultura, de ramaderia i d'estil de vida. Per exemple, el bou necessita abondants prats verds per a alimentar-se, cosa molt abondant a les zones atlàntiques però més difícil en un clima com el mediterrani. També hi influeixen les grans civilitzacions que hi han passat i que han anat formant un gust propi i han preferit unes certes maneres de cuinar. Per exemple, a la mediterrània el peix es cuina sempre en oli d'oliva, mentre que a l'atlàntic se sol preferir fer-ho amb mantega i no és rar barrejar-lo amb salses a base de làctics (llet, nata, formatge, etc.) i a la dieta continental el peix, quan hi és, ha de ser d'aigua dolça (amb l'excecpió del bacallà a la península Ibèrica i Occitània) però -quan es pot- es dona més importància a la caça i la pesca.